# Rufisque (departamento)
Rufisque é um departamento da região de Dakar, no Senegal. Divide-se nos arrondissements de Rufisque e e Sangalkam.